# メニンブラック
『メニンブラック』（The Gospel According to the Meninblack）は、イングランドのロック・バンドであるストラングラーズが1981年に発表した、通算5作目のアルバムである。

## 解説

### 経緯
1970年代半ばにイギリスを席巻したパンク・ロックのブームも1970年代の末には陰りを見せ、パンク・バンドの将来は不確実になった。このブームの一翼を担って絶大な人気を集めたストラングラーズは、パンク・バンドと呼ばれることによって報道機関の関心を招いてレコード会社との契約を安定させたことに満足してはいたものの、パンク・バンドという呼び名は自分達の音楽スタイルを正しく反映していないと感じていた。彼等は自分達には多くのパンク・バンドとは違って音楽の才能があると確信していた。そしてパンク・ロックの衰退期にあって、何らかの宣言を出すことが理にかなっていると考えていた。

前作『レイヴン』（1979年）の制作の為にノーフォークに滞在している時、メンバーのヒュー・コーンウェルはジェット・ブラックがUFOについての雑誌を読んでいることに気づいた。彼はブラックからUFOにまつわる様々な奇妙な出来事を聞き、UFOの目撃者や研究者の前に現れる『メン・イン・ブラック』（Men In Black）と呼ばれる謎の組織の話に興味を抱いた。
UFOを目撃した人々の多くが、黒い背広と帽子を着服してロボットのような身振り手振りをする男たちに訪問される。この男たちは目撃談を他人にしゃべらないようにと脅して目撃者が見た物を押収していった。この訪問の後、目撃者は頭痛、眩暈、失見当識など精神的な衝撃と偏執病がもたらすあらゆる身体症状に悩まされるようになる。
この男たちの正体は自分達の情報源を守るためにやって来た異星人の化身なのか、混乱を回避するために政府が目撃報告を鎮めるべく派遣した情報員なのかは不明である。政府が混乱を回避したがるという可能性の根底にあるのは、地球の文明は我々人類が地球上で最も知的な存在であるという事実に基づいているという考えである。もし、さらに知的な生命の源が地球の外に存在するということが明らかになれば、人類は主導権を失い、文明の理論全体も宗教全体も崩壊するだろう。従ってこの情報が拡散するのを止めることは政府の理にかなっているのだ。
彼等は「UFOと闇の勢力との間の非常に興味深い関係」を知って、『メニンブラック理論』（The Meninblack Theory）を主題に用いたコンセプト・アルバムを作ることにした。それに先立って、当時制作中だった『レイヴン』に、全人類が異星人の遺伝子実験の材料として地球という農場で飼育されて最強の者だけが生き残る、という内容の「メニンブラック」を加えた。1980年5月には、異星人に飼育されていた人類によって地球が荒らされて制御不能になってしまったので異星人が去っていく、という内容のアルバム未収録曲「フー・ウォンツ・ザ・ワールド」（Who Wants the World?）をシングル発表した。同シングルのB面にはインストゥルメンタル「ザ・メニンブラック（ウェイティング・フォー・エム）」（The Meninblack (Waiting For 'Em)）を収録した。彼等は以上の3曲を本作の予告編と捉えていた。一時はバンド名をThe Men In Blackに変えて黒い服を着て活動すれば、パンク・バンドという称号が蔓延させてきた自分達についての誤解を止められるかもとさえ考えた。
彼等は1979年9月に『レイヴン』を発表し、1980年に本作をロンドン、パリ、ミュンヘン、ローマで制作した。当時メンバー全員が薬物に溺れて各人が好きな時に好きな薬物を摂取するので、パリではスタジオを最大限に利用できるようにエンジニアを増員して24時間体制でレコーディングに臨んだ。一方、彼等は同年6月に『レイヴン』ツアーをヨーロッパで敢行したが、ニース公演で勃発した観客の暴動の責任を問われて逮捕され、メンバー全員が留置場で一週間を過ごす羽目になった。ジャケットには"Concept by Hughinblack in Nice 1980"とあり、本作がコーンウェルが留置場で練った構想を中心に制作されたことが明らかである。

### 内容
「ワルツインブラック」は、ジャン＝ジャック・バーネルが考えた曲をデイブ・グリーンフィールドがシンセサイザーの様々な音色で飾りつけたインストゥルメンタルで、コーンウェルのアイデアで笑い声が付け加えられた。コーンウェルによると、プロローグのような役割を果たしている。
「ナッシング・オン・アース」はコーンウェルがUFO関連の雑誌で読んだ様々な体験談を取り上げた。
「セカンド・カミング」の背景は異星人の出現とキリストの再来との関連だった。コーンウェルは、メニンブラック、UFO、宗教の考え方は密接に関係しており、UFOの研究家たちは、例えば燃えながら空を飛ぶ戦車など聖書に描かれている様々な幻影は異星人の到来と解釈できると語っている。
「ウェイティング・フォー・ザ・メニンブラック」は、上記のインストゥルメンタル「ザ・メニンブラック（ウェイティング・フォー・エム）」に歌詞をつけた楽曲。
「ターン・ザ・センチュリー・ターン」は、リンゴ・スターがバークシャーに所有していたStartling Studioで録音された。バーネルのベースが奏でるメロディにコーンウェルがギターを重ねたインストゥルメンタルで、ジェット・ブラックが生み出すドラミングのループからコーンウェルが曲名を思いついた。
「トゥ・サンスポッツ」は前作『レイヴン』の制作が始まる数か月前にシングル曲として録音されたが使用されず、録音された音源は演奏の速度を半分に落とされて「メニンブラック」になり『レイヴン』に収録された。本曲は当時と同じテープを用いて制作され、歌詞は二つの太陽黒点と乳首を関係づけている。
「フォー・ホースメン」は、新約聖書『ヨハネの黙示録』の四人の騎士を題材にした。1990年に脱退することになるコーンウェルが在籍中にグリーンフィールドがリード・ヴォーカルを担当した最後の曲に相当する。
「スローン・アウェイ」は前年にドナ・サマーがディスコ・ソングを録音するのに使用したミュンヘンのスタジオで制作された。彼等はこの曲もヨーロッパ・ディスコ・ソングとしてヒットするだろうと期待して、本作からのシングル第一弾としてカットしたが、全英シングルチャートで最高位42位に終わった。
「マナ・マシーン」は1978年に出版された"The Manna Machine"を題材にしている。マナとは旧約聖書『出エジプト記』で、モーセに引き連れられてエジプトを脱出したユダヤ民族がイスラエルにたどり着くまでの40年間を砂漠で放浪する間に、神がモーセの祈りに応えて天から降らせた食料源のことである。同書の著者たちはユダヤ教の神秘思想の一つであるカバラの書物で13世紀に編纂されたゾーハルに基づいて、ユダヤ民族が砂漠で唯一の食料源としたマナの正体は緑藻で、ユダヤ民族は動力源に原子炉を用いる装置を使って緑藻から食物を製造していたという。この「マナ・マシーン」は宇宙人によってユダヤ民族にもたらされたといい、所在についてはゴラン高原のどこかに埋められているという説や、『契約の箱』に入れられて保存されていたので箱ごと行方不明であるという説がある。
「ハロー・トゥ・アワ・メン」はバーネルが書いた旋律を基にメンバー全員でインストゥルメンタルとして発展させていくうちに、コーンウェルのアイデアで『主の祈り』のような歌詞がつけられた。本作には「マナ・マシーン」と「ハロー・トゥ・アワ・メン」は「セカンド・カミング」や「ウェイティング・フォー・ザ・メニンブラック」と同様にのように催眠的な曲が多いという指摘に対して、コーンウェルは全ての宗教には聖歌やマントラがあり、聖職者は人々に繰り返しを強いることによって一種の催眠状態を引き起こすことを挙げて、アルバム・タイトル『メニンブラックによる福音書』は一種の宗教を示唆していると語っている。
ジャケットに記載されたメンバーの名前は各人のファーストネームやミドルネームに「インブラック」を繋げたもの（'xxxinblack'）で、例えばコーンウェルの名は「ヒューインブラック」と記載されている （下記の『参加ミュージシャン』を参照）。コーンウェルは当時インタビューでジャーナリストに対して、自分達をこれらの名前で呼ぶように主張した。彼は約30年後に当時を振り返って、メンバー全員がメニンブラック理論に取り付かれていた、と回想している。そして本作を自分が在籍していたストラングラーズの最高傑作だと評している。

## 収録曲
全曲の作詞・作曲はストラングラーズ（The Stranglers）による。

### オリジナルLP
| #         | タイトル                                                                  | 作詞      | 作曲・編曲 | リード・ヴォーカル       | 時間 |
| --------- | ------------------------------------------------------------------------- | --------- | ---------- | ------------------------ | ---- |
| 1.        | 「ワルツインブラック Waltzinblack」                                       |           |            | （インストゥルメンタル） | 3:38 |
| 2.        | 「ナッシング・オン・アース Just Like Nothing on Earth」                   |           |            | ヒュー・コーンウェル     | 3:55 |
| 3.        | 「セカンド・カミング Second Coming」                                      |           |            | コーンウェル             | 4:22 |
| 4.        | 「ウェイティング・フォー・ザ・メニンブラック Waiting for the Meninblack」 |           |            | コーンウェル             | 3:44 |
| 5.        | 「ターン・ザ・センチュリー・ターン Turn the Centuries, Turn」             |           |            | （インストゥルメンタル） | 4:35 |
| 合計時間: | 合計時間:                                                                 | 合計時間: | 20:14      |                          |      |

| #         | タイトル                                       | 作詞      | 作曲・編曲 | リード・ヴォーカル         | 時間 |
| --------- | ---------------------------------------------- | --------- | ---------- | -------------------------- | ---- |
| 1.        | 「トゥ・サンスポッツ Two Sunspots」            |           |            | コーンウェル               | 2:32 |
| 2.        | 「フォー・ホースメン Four Horsemen」           |           |            | デイブ・グリーンフィールド | 3:40 |
| 3.        | 「スローン・アウェイ Thrown Away」             |           |            | ジャン＝ジャック・バーネル | 3:30 |
| 4.        | 「マナ・マシーン Manna Machine」               |           |            | コーンウェル               | 3:17 |
| 5.        | 「ハロー・トゥ・アワ・メン Hallow to Our Men」 |           |            | コーンウェル               | 7:26 |
| 合計時間: | 合計時間:                                      | 合計時間: | 20:25      |                            |      |

### CD
| #         | タイトル                                                                  | 作詞      | 作曲・編曲 | リード・ヴォーカル         | 時間 |
| --------- | ------------------------------------------------------------------------- | --------- | ---------- | -------------------------- | ---- |
| 1.        | 「ワルツインブラック Waltzinblack」                                       |           |            | （インストゥルメンタル）   | 3:38 |
| 2.        | 「ナッシング・オン・アース Just Like Nothing on Earth」                   |           |            | ヒュー・コーンウェル       | 3:55 |
| 3.        | 「セカンド・カミング Second Coming」                                      |           |            | コーンウェル               | 4:22 |
| 4.        | 「ウェイティング・フォー・ザ・メニンブラック Waiting for the Meninblack」 |           |            | コーンウェル               | 3:44 |
| 5.        | 「ターン・ザ・センチュリー・ターン Turn the Centuries, Turn」             |           |            | （インストゥルメンタル）   | 4:35 |
| 6.        | 「トゥ・サンスポッツ Two Sunspots」                                       |           |            | コーンウェル               | 2:32 |
| 7.        | 「フォー・ホースメン Four Horsemen」                                      |           |            | デイブ・グリーンフィールド | 3:40 |
| 8.        | 「スローン・アウェイ Thrown Away」                                        |           |            | ジャン＝ジャック・バーネル | 3:30 |
| 9.        | 「マナ・マシーン Manna Machine」                                          |           |            | コーンウェル               | 3:17 |
| 10.       | 「ハロー・トゥ・アワ・メン Hallow to Our Men」                            |           |            | コーンウェル               | 7:26 |
| 合計時間: | 合計時間:                                                                 | 合計時間: | 40:39      |                            |      |

## 参加ミュージシャン
- ヒュー・コーンウェル　Hughinblack – ギター、ヴォーカル
- ジャン＝ジャック・バーネル　JJinblack – ベース、ヴォーカル
- デイブ・グリーンフィールド　Daveinblack – キーボード、ヴォーカル
- ジェット・ブラック　Jetinblack – パーカッション、ヴォーカル